# 1947-1948年巴勒斯坦託管地內戰
1947-1948年巴勒斯坦託管地內戰是第一次中东战争的第一阶段。背景為联合国大会於1947年11月29日通过聯合國大會第181號決議：建议英國委任統治下的巴勒斯坦託管地上分別成立猶太人國家和阿拉伯人國家。

## 歷史
19世紀末之前，雙方已在巴勒斯坦和平相處許久，然而隨著錫安主義的發展，錫安主義者開始移居巴勒斯坦，漸漸打破平靜局面，當時錫安主義者購地時，常伴隨驅趕當地世居的阿拉伯佃農，第二次猶太移民潮中，更激進的錫安主義者主張猶太社會與阿拉伯社會的分離，並且他們在1920年代開始成為猶太社區依舒夫的領導人。
以上種種因素，雙方開始爆發流血衝突，1921年的雅法騷亂導致了導致47名猶太人和48名阿拉伯人死亡，146名猶太人和73名阿拉伯人受傷，還有數百人無家可歸。
1936年至1939年間的巴勒斯坦阿拉伯人大起義造成了約5,000名阿拉伯人死亡、500名猶太人和262名英國安全部隊人員死亡，15,000名阿拉伯人與550名英國安全部隊人員受傷。

## 聯合國大會第181號決議
1947年11月19日，在聯合國大會第181號決議前夕，猶太極端組織萊希，因懷疑有阿拉伯農民向英國託管政府通報非法猶太民兵在進行武器訓練，進而實施了舒巴基家族屠殺事件，造成5名阿拉伯人死亡。
1947年11月30日疑似為了報復舒巴基家族屠殺事件，來自雅法的耶路撒冷和海法的猶太巴士遭到了阿拉伯部隊的槍擊，造成七名猶太人身亡。該事件為前一天11月29日聯合國大會通過第181號決議後，巴勒斯坦託管地的首起襲擊事件，猶太組織哈加拿情報局的大多數人認為，襲擊者的主要動機是對舒巴基家族屠殺事件的報復。

## 內戰爆發
在内战期间，巴勒斯坦的猶太人和阿拉伯社区冲突持續，前者由於梅爾夫人籌集了美國同情者捐贈的資金，以及蘇聯的史達林支持猶太復國主義事業，巴勒斯坦的猶太代表能夠在東方簽署非常重要的軍備合約。
其他哈加納猶太組織成員回收了第二次世界大戰期間的庫存，這有助於改善軍隊的裝備和後勤。光是猶太機構就撥出2800萬美元用於外國軍火採購。
相較之下，巴勒斯坦的阿拉伯高級委員會此時的總預算為225萬美元，相當於哈加納戰前的年度預算而已。
有义务维持秩序的英国人则選擇了撤退，它們只是偶尔干预衝突。

## 代爾亞辛村大屠殺
1948年4月9日，爆發了代爾亞辛村大屠殺，猶太極端組織伊爾貢和萊希殺死了至少 107 名巴勒斯坦村民，其中包括婦女和兒童，代爾亞辛村的殘暴屠殺令很多阿拉伯人恐懼，促使更多阿拉伯人逃離巴勒斯坦，埋下阿拉伯聯軍進攻的種子。
1948年4月13日，爆發了阿拉伯部隊實施的哈達薩醫療車隊大屠殺作為報復：替耶路撒冷斯科普斯山（Mount Scopus）哈達薩醫院提供運輸服務的醫療車隊，在路上遭到阿拉伯民兵的狙擊，阿拉伯武裝先是用地雷阻止了車隊的前進，隨後對車上的乘客進行掃射，該事件包含病人中有2名在代爾亞辛村受傷的伊爾貢極端分子、猶太裔醫師、護士、病人、實習生與1名英國士兵共79人死亡。

## 英國結束託管
1948年5月14日，英国对巴勒斯坦的委任统治結束，以色列單方面宣布建國，周边的阿拉伯国家例如埃及、外约旦、伊拉克、叙利亚等国纷纷派軍隊出兵以色列，戰爭進入第二階段。